# Olhadoko erreka
L'Olhadoko erreka est le précurseur du gave de Larrau qui s'écoule dans les gorges d'Holzarté au sud de Larrau, en Haute-Soule, au Pays basque français.

## Principaux affluents
L'Olhadoko erreka se forme au niveau du barrage d'Olhadoko, alimenté par les eaux du Bagosudurreko erreka, en provenance de Sakhondoa, du Zitziratzeko erreka en provenance d'Üthürzeheta et du Betzulako erreka de la vallée éponyme. Après le franchissement du pont d'Amubi, il est renforcé des :
- (D) Ardaneko erreka ;
- (G) Uztarbeko erreka ;
- (D) Olhadübiko erreka.